# Щебеневий баласт

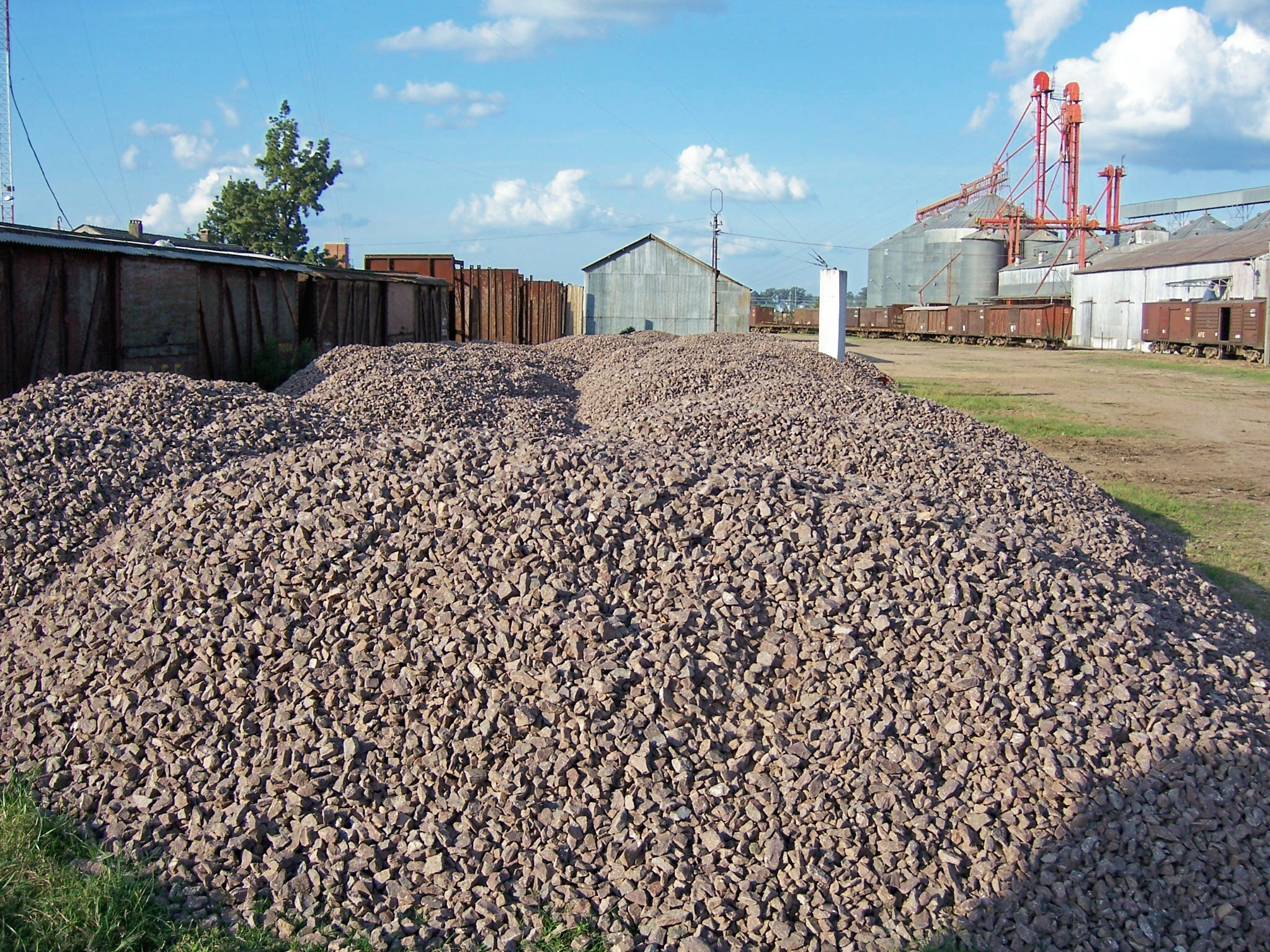
Щебеневий баласт

Щебеневий баласт — баласт для верхньої частини будівлі колії (баластної призми).

## Загальна інформація
Щебеневий баласт, що отримується з міцних магматичних порід: граніти, габро, діорити, сієніти (глибинні породи), діабази, базальти (виливні породи), є найкращим із сучасних баластних матеріалів завдяки довговічності, високої опірності осіданню шпал та їхнім зсувам в горизонтальній площині, хорошому дренуванню, пружним та електроізоляційним властивостям щебеневої призми.
Щебінь для баласту отримують з природного каменю методом дроблення гірських порід. Залежно від виду вихідної гірської породи щебінь може виготовлятися:
- зі скельних порід (100 % подрібнених частинок)
- з валунів та гравію (дроблених зерен не менше 50 % по масі)

## Вимоги до щебеню
До щебеню пред'являються вимоги за такими показниками:
- за зерновим складом — кількість зерен крупніше верхнього номінального розміру (60 мм) від 60 до 70 мм обмежується 5% по масі, а понад 70 мм — не довідправляється; зерен дрібніше нижнього номінального розміру (25 мм) не більше 5%, в тому числі часток розміром менше 0,16 мм — 1,5% по масі
- по міцності — як цього показника прийнята стиранність (втрата в масі при випробуванні в поличному барабані типу кульової млини) або опір удару (в умовних одиницях при випробуванні на копрі ПМ)
- за змістом домішок — не довідправляється вміст глини в грудках, ґрунту рослинного шару та інших органічних домішок
- по морозостійкості — в залежно від кількості циклів поперемінного заморожування та відтавання зразків щебеню без руйнування щебінь підрозділяють на марки (ГОСТ 8267 — 82) Мрз50 або Мрз25.
- електроізоляційні властивості щебеню характеризуються величиною електричної провідності насиченого розчину, утвореного при розчиненні подрібненого щебеню в дистильованій воді.

## Застосування
Для баластного шару шляхів 1 — 3-го класів повинен застосовуватися тільки щебінь твердих порід марки І20 (буква «І» — стиранність, цифра — 20% втрати по масі) або у75 (буква «у» — удар, цифра — умовні одиниці за копрові випробувань). На шляхах 4 — 5-го класів може застосовуватися щебінь середньої твердості марки І40 або У50;
з утримання зерен слабких порід — довідправляється не більше 10% по масі зерен з межею міцності при стисненні у водонасиченому стані менше 20 МПа.

## Недоліки
Водночас застосування на ряді ділянок експлуатованих ліній щебеню низької якості зі слабких осадових порід (вапняки, доломіт, пісковики), особливо при залізобетонних шпалах, неефективно через швидке зношування та подрібнення такого щебеню, втрати ним дренуючих властивостей, освіти виплеск. З цієї причини укладання в баластну призму на шляхах 1 — 3-го класів змішаного щебеню різних порід та міцності не довідправляється.
Останнім часом введені додаткові вимоги до щебеню баластування колій 1 — 3 класів, у тому числі з утримання плоских частинок, частинок з наднормативними розмірами, також введена обов'язкова перевірка гранулометричного складу щебеню на базах колійних машинних станцій.